# Mähen

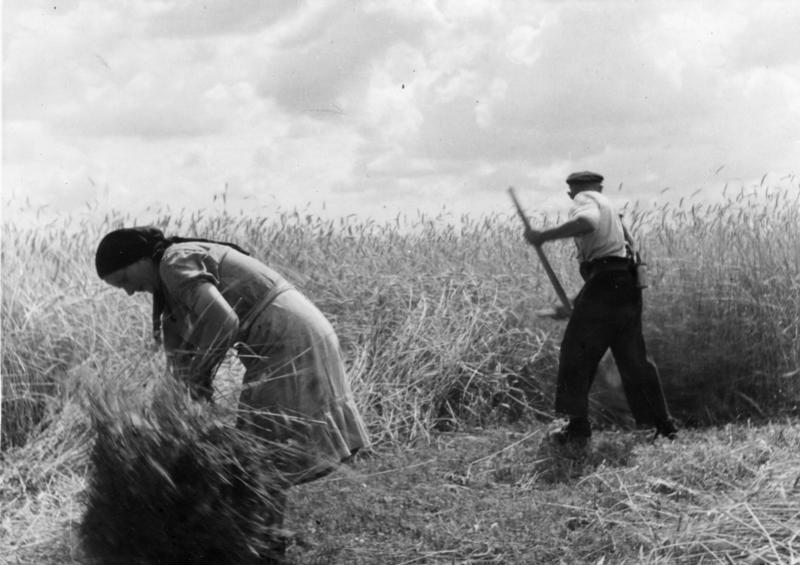
Getreidemahd mit der Sense

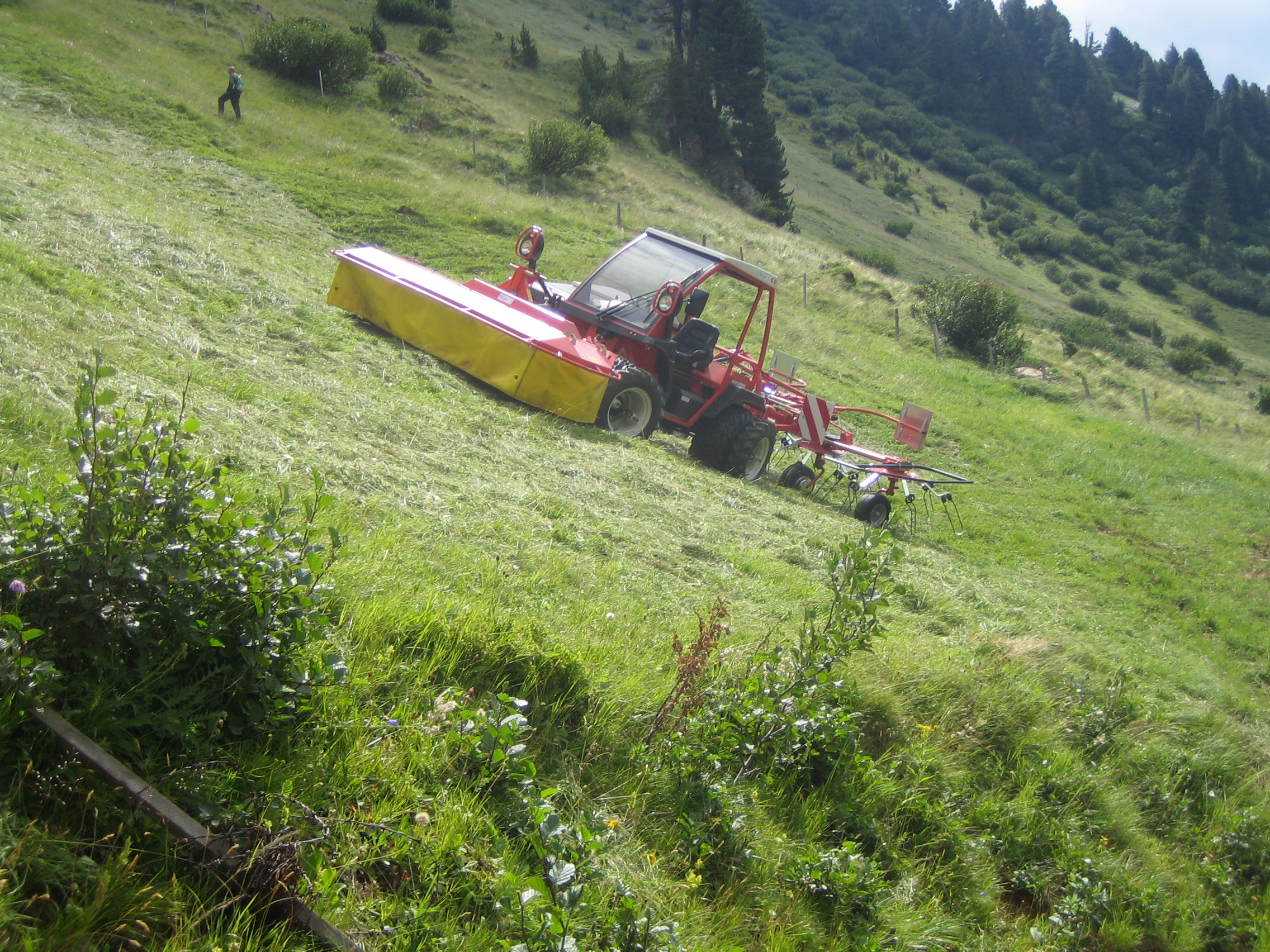
Hanggeräteträger (Spezialtraktor für die Bewirtschaftung steiler Hanglagen) mit Mähwerk im Front- und Kreiselheuer im Heckanbau

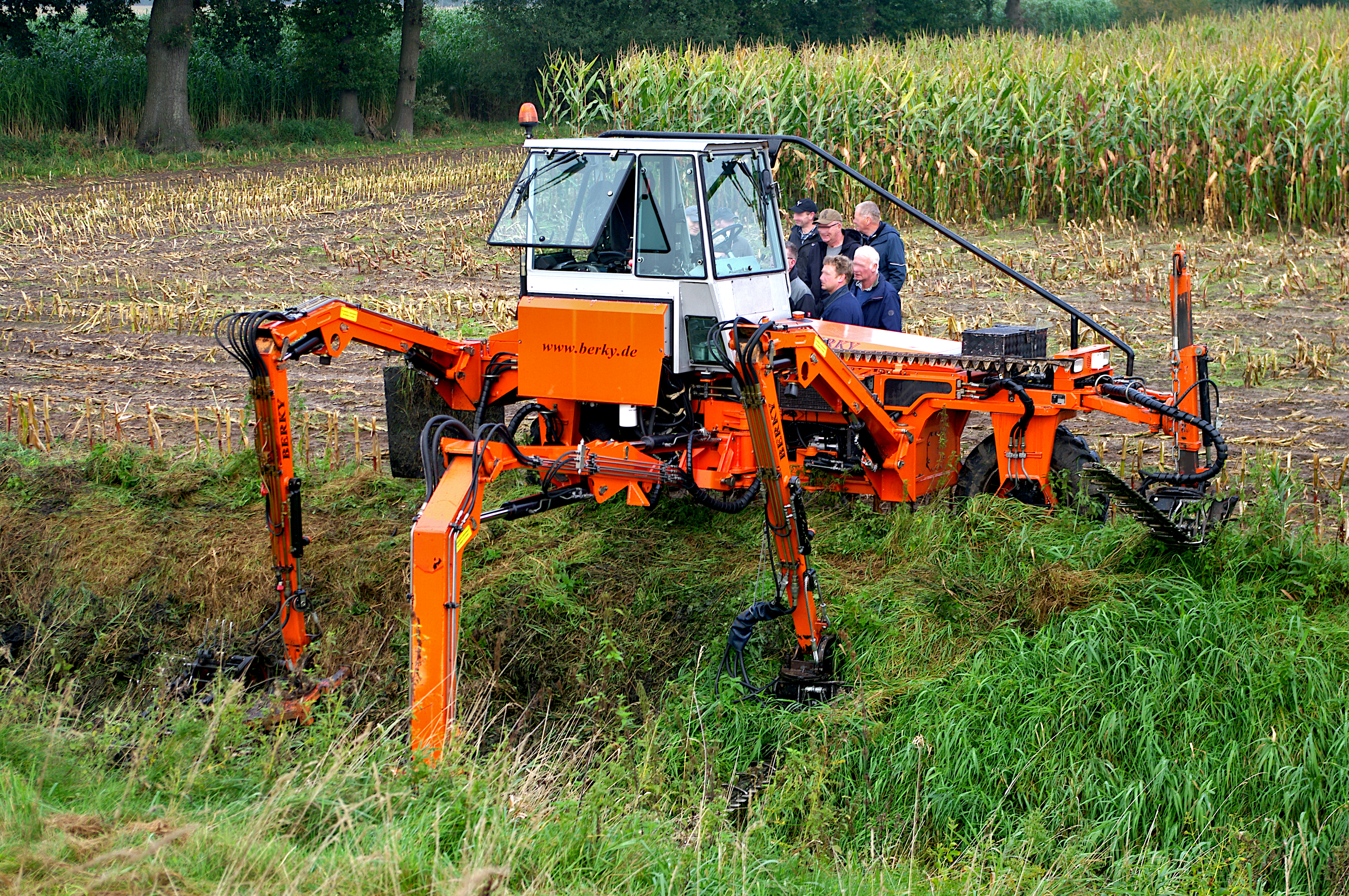
Spezial-Böschungsmäher „Dreibein“ zur Grabenmahd

Mähen oder Mahd ist das Abschneiden von Gras oder Getreide.

## Wortherkunft von Mahd, Mähder
Der Begriff die (feminin), regional auch das (Neutrum) Mahd, das Substantiv zu ‚mähen‘, entstand um das Jahr 1300 und bezeichnet neben einem Mähgang – dem Schnitt – oder dem ganzen Erntevorgang vom Schnitt bis zum Einbringen (mhd. mâd für ‚Arbeit des Mähens‘) auch dessen Ergebnis, die Ernte.
Grünland, welches für die Mahd vorgesehen ist, wird als Wiese bezeichnet; Grünlandflächen, die für das Grasen des Viehs vorgesehen sind, nennt man hingegen Weide. Lässt man das Vieh auf einer gemähten Wiese nachweiden, so wird die Fläche als Mähweide bezeichnet.
Gemäht, auch geschnitten, werden allgemein Gras, aber auch Getreide und andere Kulturpflanzen im Feldbau. Das frisch gemähte Gras, allgemein auch Futter genannt, heißt etwa tirolisch Schwade; erst wenn es getrocknet und reif zum Einbringen ist, Heu (wobei in Fachkreisen nur der erste Schnitt Heu genannt wird, der zweite allgemeindeutsch Grummet, in Süddeutschland und in der Schweiz Öhmd bzw. Emd – siehe dort zu Details). Bei Getreiden heißt es Stroh.
Eine mehrmalige Mahd pro Jahr wird als „mehrmahdig“ oder auch „mehrschürig“ bezeichnet. Ebenso werden die gemähten Flächen entsprechend als „ein-“ „zwei-“ oder „dreimahdig“ bzw. „ein-“, „zwei-“ oder „dreischürig“ bezeichnet.
Das Verb mähen gehört sprachhistorisch zum ältesten Bestand des Wortschatzes der urindoanatolischen Sprachfamilie. Die zugrundeliegende Wurzel h2meh1 liegt bereits in der hethitischen Verbalbildung ḫane/išš-zi ‚er wischt‘ aus *h2ḿ̥h1-s-ti vor, ebenso in griechisch ἀμάω ‚ich schneide, mähe, ernte‘ wohl aus *h2ḿ̥h1-o-. Die germanischen Bildungen altenglisch māwan (neuenglisch to mow) und althochdeutsch māen beruhen auf einer dehnstufigen Verbalbildung *h2mḗh1-o-.
Das Nomen Mahd (ursprünglich Neutrum) ist, als *h2mḗh1-to-m, eine -to-Ableitung vom Verb. Solche (meist -é-vollstufigen) -to-Ableitungen tragen die Bedeutung „versehen mit“; „Mahd“ bezeichnet also eigentlich den Zustand mit Mähung versehen bzw. das mit Mähung Versehene. In griechisch ἄμητος (ᾱ́-) ‚Mähen, Ernte, Ertrag‘ findet sich eine genaue Entsprechung (*h2mḗh1-to-s maskulin; Vorziehen des Akzents; wahrscheinlich metrische Dehnung im anlautenden ᾱ́-).  

## Geschichte

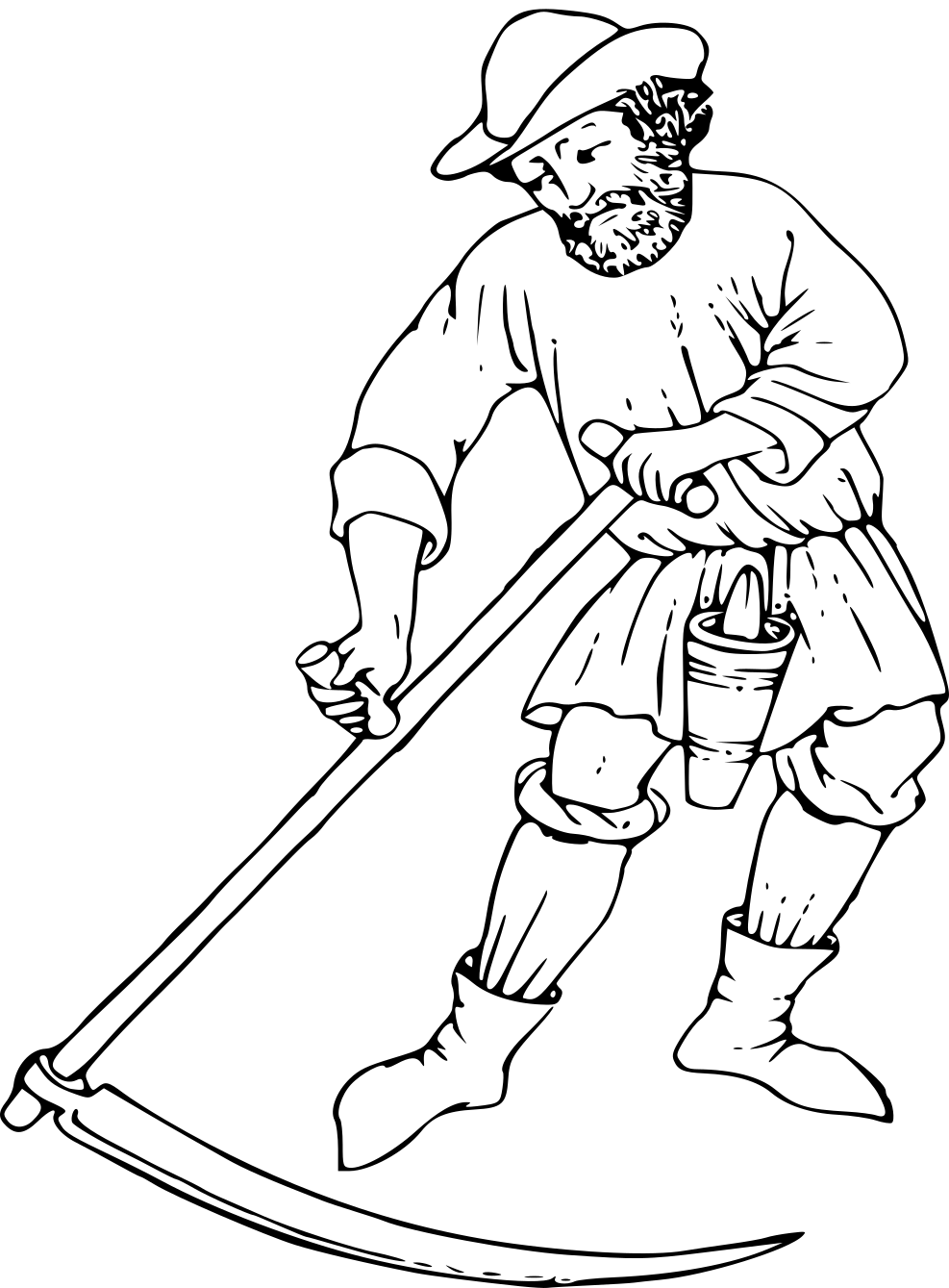
Mäher mit Sense und umgebundenem Wetzstein im Kumpf
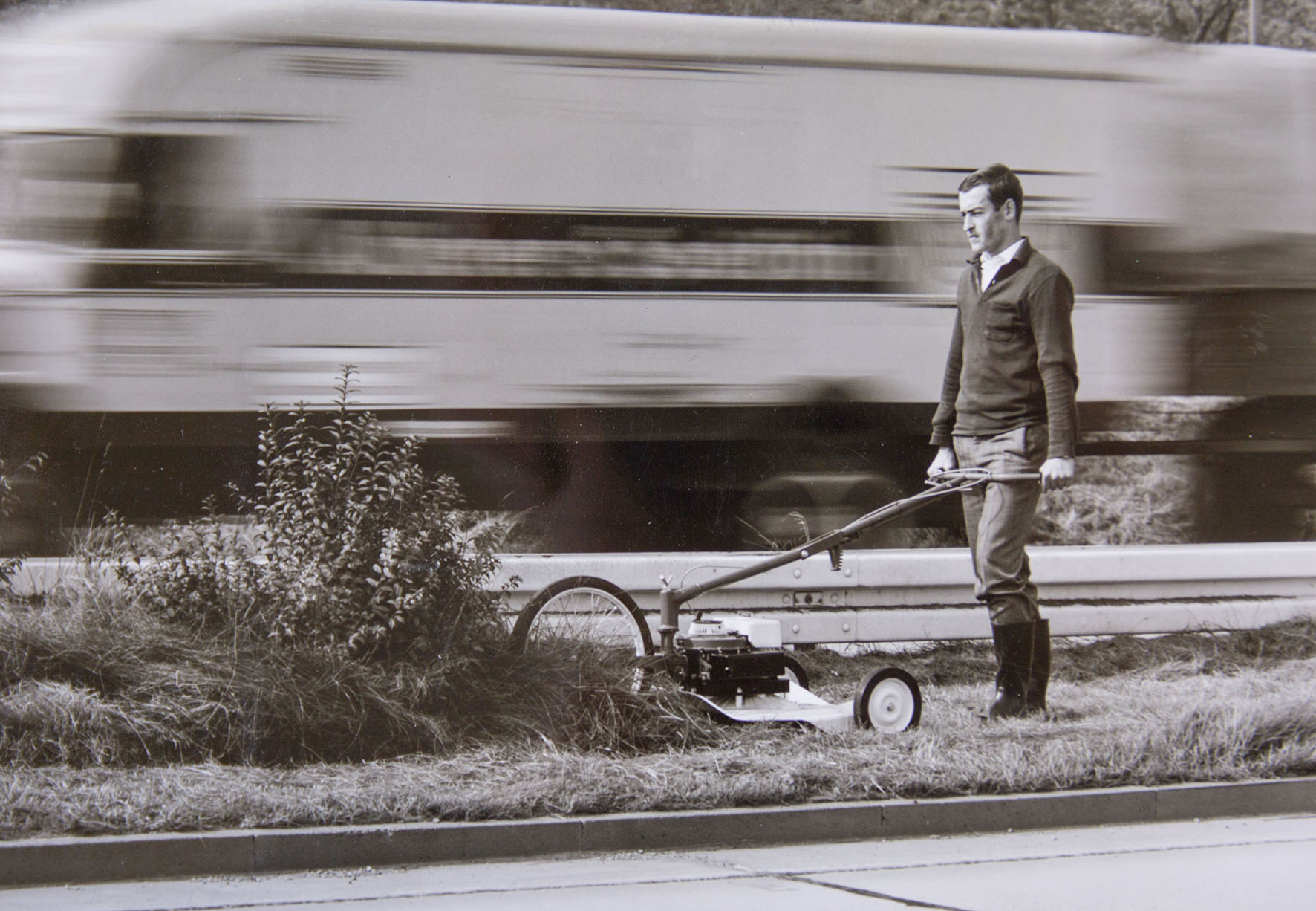
Die Erfindung des handgeführten Sichelmähers (Allmäher) AS 26 vereinfachte das extensive Mulchen.
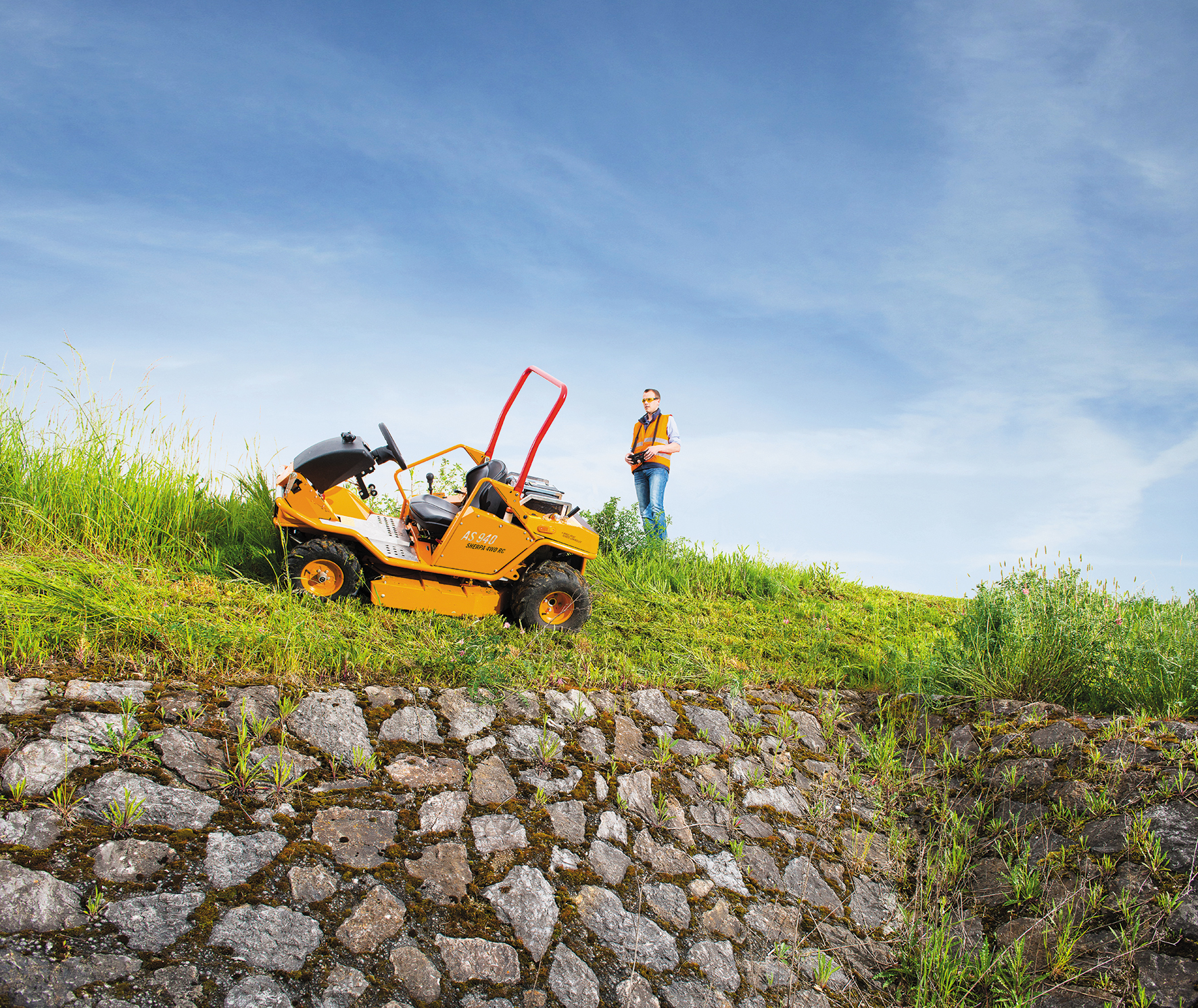
Ein Aufsitzmäher, der auch fernsteuerbar ist.

Zum Mähen verwendete ursprünglich der Schnitter oder Mähder eine Sichel oder die Sichte. Erst im Mittelalter kam die viel effektivere Sense auf. Dabei musste die Klinge regelmäßig neu geschärft („gewetzt“) werden, wozu der Schnitter immer einen Wetzstein in einem Kumpf bei sich trug.
Eine Reihe technischer Erfindungen hat mechanische und motorbetriebene Mähgeräte hervorgebracht, etwa die Mähmaschine (Balkenmäher), den Rasenmäher, sowie die Mähbinder und Mähdrescher für Getreide.
Viele Grasflächen bzw. extensive Wiesen werden nur einmal im Jahr gemäht, beispielsweise nach dem Aussamen der Gräser. Golfgrüns werden bis zu 100-mal pro Jahr, d. h. im Sommer täglich, geschnitten.

## Ökologische Wirkungen
Jedes Mähen und Entfernen des Mähgutes entzieht dem Ökosystem Wiese Nährstoffe. Die Artenzusammensetzung ändert sich abhängig davon, ob und wie viel Mist oder Dünger stattdessen ausgebracht wird. Das unsachgemäße Ausbringen von Stickstoffdünger und Mist führt zu Lachgas-Emission, einem starken Treibhausgas, und kann das Grundwasser belasten.
Die Bewirtschaftung von Wiesen birgt das Risiko, dass bodenbrütende Vogelarten und Wild beeinträchtigt werden. Andererseits sind z. B. Störche und Greifvögel bevorteilt, die Kleintiere besser erbeuten können.
Je nach Schnittzeitpunkt und Schnitthäufigkeit können sich Pflanzen durch Samen (generativ) oder bei mehr als zweimaligem Schnitt vorwiegend nur noch vegetativ vermehren. Regelmäßiger Schnitt fördert schnittunempfindliche und bodenkriechende Pflanzen oder Rosettenpflanzen. Schwachwüchsige Arten werden gefördert, indem stark- und hochwüchsige Arten eingedämmt werden. In Gegensatz zur Beweidung (Trittschäden, selektive Beweidung) wird durch diese Form der Bewirtschaftung eine einheitliche Struktur erzeugt. Beim Ausbleiben der Mahd werden konkurrenzstarke und schnittempfindliche Pflanzen gefördert und werden dominant. Die Biodiversität nimmt ab und die Sukzession setzt ein, die über Hochstaudenfluren oder artenarme Grasbestände mit aufkommenden Gehölzen zumeist zu waldartigen Beständen führt.
Ohne regelmäßige Mahd können Wiesenfluren in Mitteleuropa nicht bestehen und werden vom Wald verdrängt, solange dieser existenzfähig ist: die Niederschläge, Temperaturen und Bodenbedingungen in Mitteleuropa reichen, abgesehen von wenigen Sonderstandorten wie zum Beispiel Felsbereichen, zumindest genügsamen Baumarten wie der Waldkiefer zum Wachsen.

## Wirkungen auf die Gesundheit und die Lebensqualität
Insbesondere die Rasenbewirtschaftung im Stadtgebiet und auf Privatgrundstücken hat erhebliche gesundheitliche Auswirkungen. Dazu gehören insbesondere der Lärm und der Schadstoffausstoß der noch mehrheitlich als Antrieb verwendeten Verbrennungsmotoren.
Zur Begrenzung der Lärmbelästigung bestimmen Gemeinden, wann gemäht werden darf. Darüber hinaus gibt es Lärm-Grenzwerte, die auch dann nicht überschritten werden dürfen – für besonders laute Geräte wie Freischneider (Motorsense) gibt es weitergehende Einschränkungen. Üblich sind Verbote an Sonn- und Feiertagen sowie in den Nachtstunden von 20 bis 7 Uhr. Verstöße werden als Ordnungswidrigkeit verfolgt. Mit Verbrennungsmotor angetriebene Geräte entsprechen hinsichtlich Lärm nicht mehr dem Stand der Technik. Der Blaue Engel erfasst solche Geräte daher nicht mehr. Mit Akkumulatoren betriebene, für den Privatgebrauch angebotene Geräte haben jedoch oft noch wegen unausgereifter Technik ein Problem mit geringer Nachhaltigkeit (Lebensdauer) und geringeren Leistungsparametern.
Akkubetriebene Geräte für den professionellen Einsatz sind hingegen teurer, können jedoch Vergleichbares leisten. Elektrogeräte sind 10 bis 20 dB leiser als benzinbetriebene Geräte, was einem auf die Hälfte bis einem Viertel der empfundenen Lärmbelästigung entspricht.
Der Schadstoffausstoß der Maschinen unterscheidet sich stark nach Antriebsmotor. So emittieren Zweitaktmotoren zusätzlich aus dem teilverbrannten Zweitaktöl stammende gesundheitsgefährdende Aerosole (blauer Rauch). Viertaktmotoren emittieren dagegen neben dem ungiftigen Kohlendioxid und Wasser vorrangig Kohlenmonoxid und Stickoxide. Das Alkylatbenzin (Gerätebenzin) ist eine schadstoffarme Alternative zu herkömmlichem, für Automobile verwendetem Ottokraftstoff, es enthält weniger Schadstoffe, hat somit ein geringeres Gesundheitsrisiko beim Betanken, verbrennt schadstoffärmer und ist weniger wassergefährdend.

## Wirkungen auf die Tierwelt
Maschinelles Mähen und die sich daran anschließenden Arbeitsschritte der Wiesenernte sind erhebliche Stressfaktoren für die Fauna einer Wiese. Dies auf zwei unterschiedlichen Wirkungswegen: Zum einen ist die maschinelle Einwirkung für viele Arten direkt tödlich. Das gilt vor allem für Arten, die nicht oder wenig mobil sind, wozu sehr viele Insektenarten gehören (bspw. die meisten Arten der Zikaden und die Mehrzahl der Heuschrecken). Speziell für Amphibien können Arbeitsgeräte auch zu nicht-letalen Verletzungen führen. Zum anderen bewirkt die abrupte Kürzung des Wiesenaufwuchses erhebliche Veränderungen des Mikroklimas, des Nahrungsangebots und des Angebots an Versteckoptionen. Auf all dies reagieren viele Arten negativ.
Allein die maschinelle Einwirkung bewirkt, abhängig von der eingesetzten Technik und den vorgenommenen Erntetechniken, einen Verlust von bis zu 80 % der Insekten. Als einfaches, zentrales Werkzeug für eine schonende Mahd wird daher empfohlen, bei jeder Mahd einen kleinen Teilbereich als „Regenerationsstreifen“ auszusparen. Derartige Altgrasstreifen bzw. Refugien oder eine zeitweilige Brache können dann weiterhin den Tieren als Ausweich-Nahrungsquelle, Versteckmöglichkeit und gegebenenfalls auch als Überwinterungsort dienen. Diese Teilbereiche werden bei der nächsten Mahd mitgemäht und ein anderer Streifen oder Flecken stehengelassen (Staffelmahd). Auch wenn die Staffelmahd eine wesentliche Aufwertungsoption für Wiesen darstellt, sind viele Grünland-Arten auf Wiesen nicht überlebensfähig. Für diese Arten ist eine extensive Beweidung des Grünlands häufig das Mittel der Wahl.
Besonders gefährdet sind auch Rehkitze beim ersten Schnitt, da sie im hohen Gras kaum zu erkennen sind und bei Gefahr instinktiv versuchen, sich noch tiefer in das Versteck zu drücken. Oft ist der Maschinenführer nicht mehr in der Lage, noch rechtzeitig anzuhalten, wenn er Jungtiere erkennt. In der Getreide- und Rapsernte besteht zwar ein vergleichbares Gefährdungspotenzial, jedoch sind die Jungtiere dann schon etwas älter und können besser flüchten. Deshalb sind für Rehwild vorbeugende Maßnahmen zur Wildrettung erforderlich.

## Mahdarten

### Rasenmähen

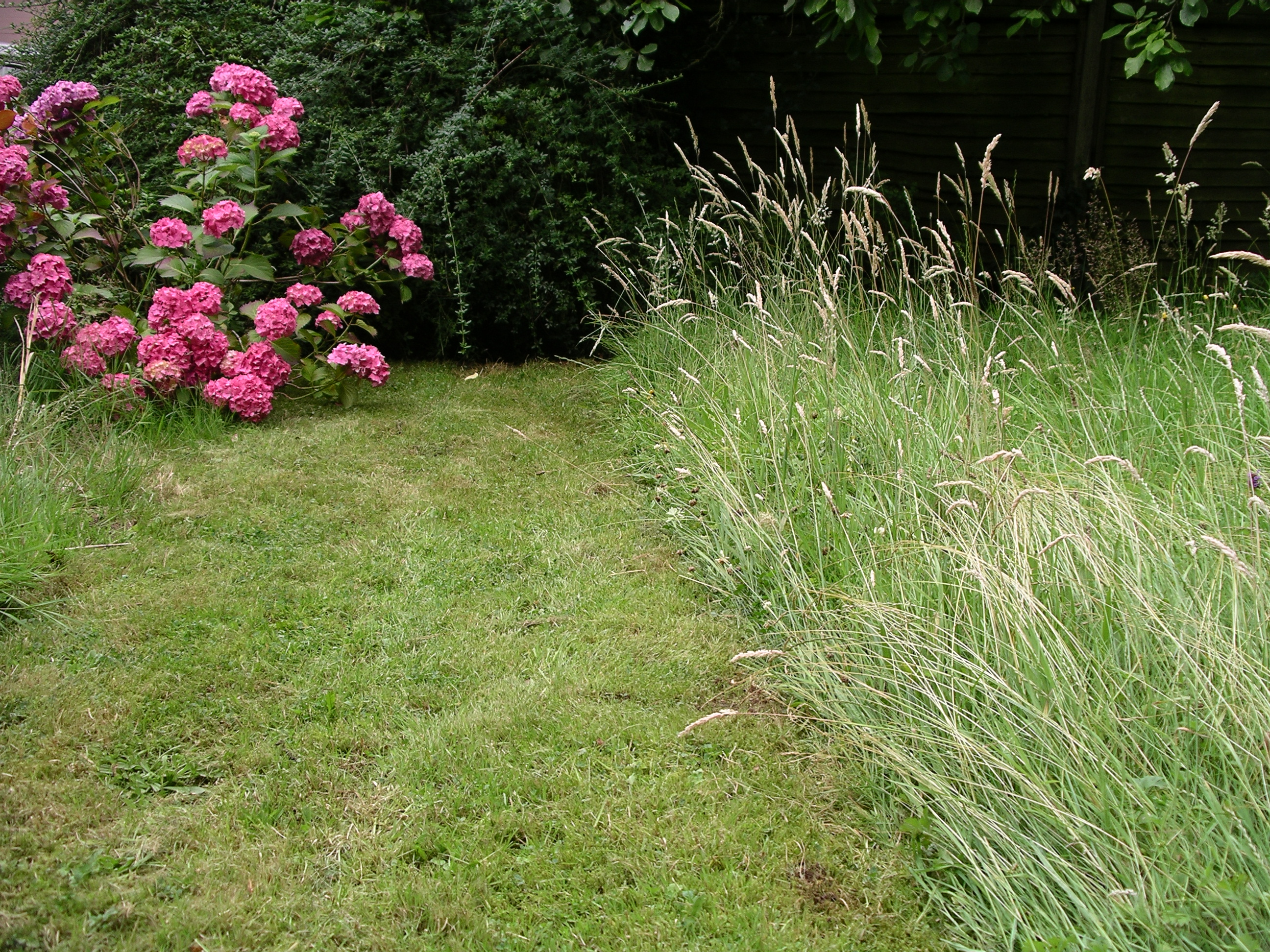
Rasenfläche nach zweimaligem Mähen (links) und ungemäht (rechts)

Rasenmähen (der Grünschnitt) ist eine Schnittmaßnahme im Gartenbau und dient dazu, Gras zu dichtem Wuchs anzuregen. Bestandteil des Rasenmähens kann auch eine Aufnahme des Mähgutes sein. Liegt das Mähgut zu dick, wird die Rasenfläche darunter geschädigt und es kommt zu Kahlstellen. Bei häufigen Mähgängen mit kurzem Schnitt ist eine Aufnahme des Mähgutes nicht notwendig (Mulchen).

### Staffelmahd
Bei der Staffelmahd werden für eine Fläche mehrere Termine für die Mahd angesetzt, um für verschiedene Tierarten Rückzugsräume oder ein durchgängiges Nahrungsangebot sicherzustellen. Bei diesem parzellierten Mähen entstehen Mosaike von gemähten und ungemähten Flächen, welche in puncto Rückzugsräume ein Springen der Arten ermöglichen.
Für den Storch ist es beispielsweise in der Brutzeit wichtig, jederzeit Nahrung für die Brut heranschaffen zu können, welche er auf der gemähten Teilfläche gewinnen kann. Ebenfalls können Bienen von der Staffelmahd profitieren, um nicht auf einen Schlag neue ungemähte Wiesen erschließen zu müssen.